# Bernard Williams
För friidrottaren med samma namn, se Bernard Williams.
Bernard Arthur Owen Williams, född 21 september 1929 i Westcliff-on-Sea i Essex, död 10 juni 2003 i Rom, var en brittisk moralfilosof, av The Times kallad "den mest talangfulle och den viktigaste brittiske moralfilosofen av sin tid." Han hade under sin karriär professurer vid universitetet i Cambridge, University of California, Berkeley, och Oxfords universitet. Som filosof var han påverkad av Friedrich Nietzsche samt kritiker till Immanuel Kant, utilitarismen och konsekventialismen.
Williams tillbringade över femtio år av sitt liv med att försöka besvara frågan: Vad innebär det att leva väl? Detta var en fråga endast ett fåtal analytiska filosofer hade behandlat, till förmån för att fokusera på frågor om moraliska skyldigheter. För Williams var de moraliska skyldigheterna, i den mån uttrycket hade någon mening, tvungna att anpassas till handlingar som utförs av egenintresse och för att få ett gott liv.
Under det att han innehade Knightbrigdeprofessuren vid universitetet i Cambridge i över ett årtionde, och var Provost vid King's College, Cambridge nästan lika länge, fortsatte Williams sin strävan att återföra moralfilosofin till dess urgrund: till historien och kulturen, politiken och psykologin, och i synnerhet, till grekerna. Han beskrevs som "en analytisk filosof med en humanists själ", men såg sig själv som en syntetiker som sammanförde tankar från fält som i allt högre grad verkade oförmögna att kommunicera med varandra. Han tillbakavisade vetenskaplig och evolutionär reduktionism, och kallade reduktionister en gång "de som jag verkligen ogillar" eftersom de i moraliskt avseende är fantasilösa, menade han. Komplexiteten var vacker, ansåg Williams, och därtill meningsfull och irreducibel. Han är också berömd för sina banbrytande essäer i vilka han undersökte begreppet "personlig identitet" – dessa publicerades tidigt i hans karriär.
Vidare var Wiliams känd för att försvara kvinnorna i akademierna, och betraktade kvinnorna som en möjlighet till förening av förnuft och känsla som han menade att den analytiska filosofin förbisett. Den amerikanska filosofen Martha Nussbaum sade om Williams att han var "så nära feminist som en man i hans generation kunde bli." Vid sidan av sin akademiska karriär anlitades Williams av regeringen som sakkunnig. I den egenskapen sökte Margaret Thatcher hans råd angående pornografi och censur. Detta resulterade i en utredning i vilken han menade att sexualbrott inte alltid kan kopplas till pornografi, och att så länge som barn skyddas, finns inga moraliska hinder för vuxna att konsumera pornografi. Denna utredning innebar nästan slutet på hans karriär, och han fick inga nya regeringsuppdrag på 15 år. Hans förra hustru Shirley Williams, född Brittain-Catlin som dotter till George Catlin och Vera Brittain, var en känd politiker och adlades med titeln Baroness Williams of Crosby. De skilde sig 1974, han ateist och hon katolik. Han själv dubbades till riddare 1999, och var medlem av British Academy.

## Biografi

### Uppväxt och utbildning
Williams föddes i Westcliff-on-Sea i Essex som ende son till en statstjänsteman. Han utbildades vid Chigwell School och läste klassisk litteratur vid Balliol College i Oxford, där han utexaminerades år 1951. Han gjorde sin militärtjänst hos Storbritanniens flygvapen (Royal Air Force, RAF), och flög Spitfire-plan i Kanada.
Han träffade sin blivande hustru, Shirley Brittain-Catlin, dotter till statsvetaren och filosofen George Catlin och författaren Vera Brittain, under en tjänstledighet i New York, där hon studerade vid Columbia University. Han återvände till England tillsammans med Shirley vid 22 års ålder, efter ha tilldelats en utmärkelse från All Souls College, Oxford. Innan dess hade hon haft ett kort affär med Roger Bannister. De gifte sig 1955. Shirley Williams, som hon senare blev känd som, valdes senare in i brittiska underhuset för Labour Party, men bytte senare sida när hon med några andra grundade det mer mittenbaserade Social Democratic Party.

### Akademiskt liv
Williams lämnade Oxford för att stödja sin hustrus politiska ambitioner och fick en plats vid University College London, där han arbetade från 1959 till 1964, för att sedan övergå till Bedford College, medan hans hustru arbetade som journalist för Financial Times.
Paret bodde under 17 år i ett stort hus i Kensington, tillsammans med bokagenten Hilary Rubinstein och dennes hustru. Den här perioden beskrev Williams som en av de lyckligaste i sitt liv, 
som paret fick dottern Rebecka. Hans hustrus politiska karriär distanserade emellertid paret från varandra, och deras olika personliga värderingar – Williams var hängiven ateist och hans hustru from katolik – gjorde förhållandet mer spänt. Äktenskapet tog slut efter att Williams haft en affär med Patricia Law Skinner, som då var historikern Quentin Skinners hustru. Williams äktenskap upplöstes 1974, varefter han och Patricia Skinner gifte sig och så småningom fick två söner.

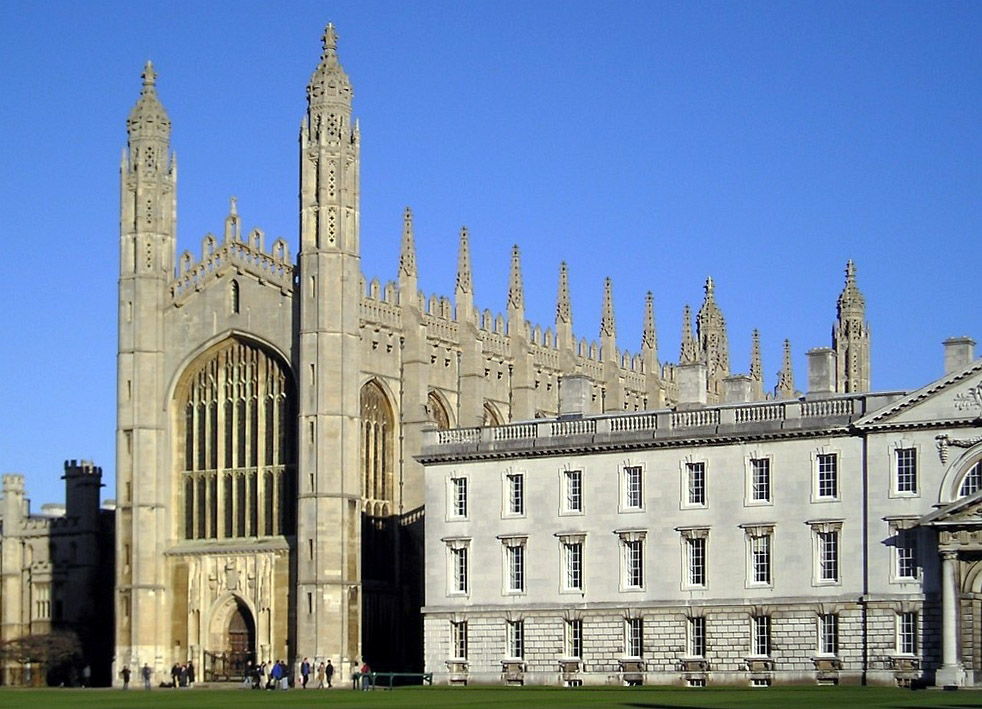
Williams tillbringade runt 20 år vid Cambridge, varav åtta som Provost vid King's College.

Williams utsågs till "Knightbridge Professor of Philosophy" vid Cambridge 1967, frånträdde därefter sin plats för att till förmån för positionen som Provost vid King's College mellan åren 1979–1987.

Han lämnade England 1988 för att bli "Deutsch Professor of Philosophy" vid University of California, Berkeley, och nämnde så kallad "brain drain" som rådde i England där många akademiker flyttade till USA på grund av de låga lönerna. Han hävdade i en tidningsintervju att han knappt hade råd att köpa ett hus i centrala London för sin lön som akademiker. I november 2002 sade han i en intervju för The Guardian att han var ledsen över att hans flytt fick så stor uppmärksamhet: "I was persuaded that there was a real problem about academic conditions and that if my departure was publicized this would bring these matters to public attention. It did a bit, but it made me seem narky, and when I came back again in three years it looked rather absurd. I came back for personal reasons — it's harder to live out there with a family than I supposed."
Han återvände till Storbritannien och blev "White's Professor of Philosophy" vid Oxford, en position han stannade kvar på fram till sin pensionering 1996 då han återgick till att vara en "fellow of All Souls".

### Statliga utredningar
Utöver sitt akademiska liv höll Williams flera platser i statliga utredningar och kommittéer.
Under 1970-talet satt han med i "Kommittén för obsceniteter och filmcensur" ("Committee on Obscenity and Film Censorship") som 1979 rapporterade att: "Given the amount of explicit sexual material in circulation and the allegations often made about its effects, it is striking that one can find case after case of sex crimes and murder without any hint at all that pornography was present in the background." Kommitténs rapport var influerad av John Stuart Mills liberala tankegångar, en filosof som Williams för övrigt hyste djup beundran för. Williams använde Mills frihetsprincip för att utveckla vad Williams kallade "skadevillkoret", enligt vilket "no conduct should be suppressed by law unless it can be shown to harm someone."
Williams hävdade att det inte gick att visa att pornografi skulle vara skadligt och att "the role of pornography in influencing society is not very important ... to think anything else is to get the problem of pornography out of proportion with the many other problems that face our society today." Kommittén rapporterade att, så länge som barn skyddades från att se det, så skulle vuxna människor lämnas fria att läsa och titta på pornografi om de så önskade.
Utöver pornografifrågan satt han även i utredningar som undersökte brittiska privatskolors roll under åren 1965–1970; drogmissbruk 1971; hasardspel 1976–1987; och social rättvisa 1993–1994. "I did all the major vices", kommenterade han senare.

### Titlar och utmärkelser
Williams adlades 1999. Han var även medlem i British Academy och hedersmedlem i American Academy of Arts and Sciences. Han fick hederstiteln Doctor of Letters (D.Litt.) av University of Cambridge år 2002. Han satt i English National Operas styrelse och skrev uppslagsordet om "opera" i Grove Dictionary of Music and Musicians. En samling av hans texter om opera publicerades 2006.

### Död
Williams dog den 10 juni 2003 under en semestervistelse i Rom. Han led av myelom, en form av cancer. Han efterlämnade sin fru Patricia och deras två barn Jacob och Jonathan, och Rebecca, dottern från det första äktenskapet.

## Arbete

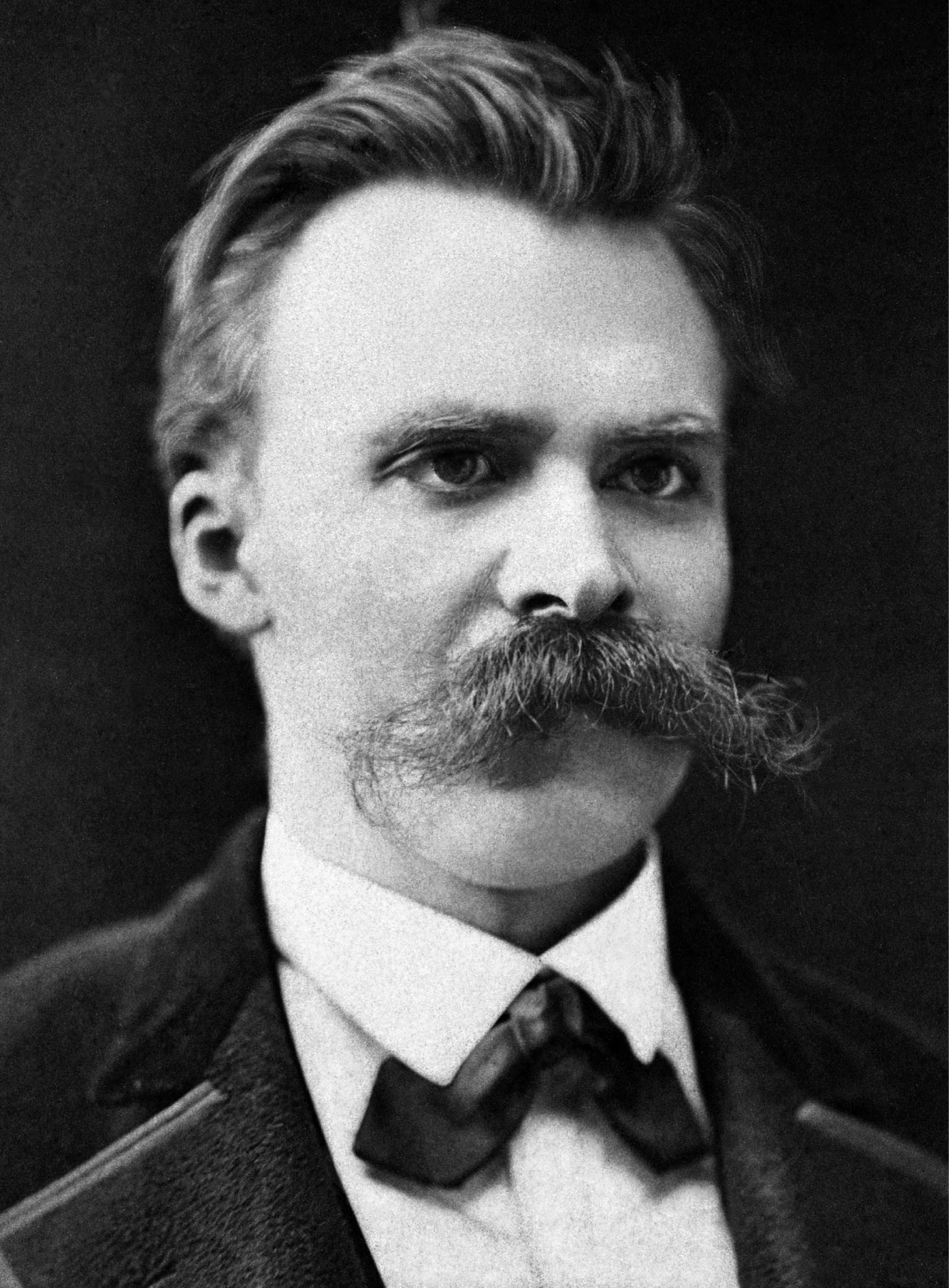
Friedrich Nietzsche, 1844–1900. Williams sade att han önskade att han kunde citera honom var tjugonde minut.

### Moralfilosofi
I Morality: An Introduction to Ethics (1972) skrev Williams att "whereas most moral philosophy at most times has been empty and boring ... contemporary moral philosophy has found an original way of being boring, which is by not discussing issues at all." Han menade att studiet av moral bör vara livligt och medryckande. Han ville finna en moralfilosofi som var förenlig med psykologi, historia, politik och kultur. Han liknande, med sitt förkastande av moralen som en "a peculiar institution" (med vilket han menade en distinkt och avskild del av det mänskliga tänkandet), den tyske 1800-talsfilosofen Friedrich Nietzsche. Efter att inledningsvis ha betraktat honom som en grov reduktionist kom Williams med tiden att hysa en djup beundran för Nietzsche, och anmärkte vid ett tillfälle att han önskade att han kunde citera honom var tjugonde minut.
Även om Williams förakt för reduktionism ibland fick honom att framstå som moralisk relativist, så menade han att moraliska begrepp kan vara "breda" eller "smala"; de förra – men inte de senare – är "världsinriktade" i den meningen att de är relaterade till verkliga egenskaper hos världen som är sådana att de i princip kan behandlas objektivt.

### Kritik av utilitarismen
Williams var särskilt kritiskt inställd till utilitarismen, som är en konsekventialistisk teori vars enklaste variant hävdar att en handling är rätt om och endast om den medför ett lika stort överskott av lycka över lidande för alla människor än varje alternativ handling.
Ett av Williams mest välkända argument mot utilitarismen är ett tankeexperiment som involverar Jim, en vetenskapsman som forskar i ett sydamerikanskt land styrt av en brutal diktator. En dag stöter han på, på ett torg i en liten stad, 20 tillfångatagna rebeller. Kaptenen som har besegrat rebellerna säger till Jim att, om han dödar en av rebellerna så kommer de andra att släppas åt den utländska gästen Jims ära. Men om han inte gör det så kommer alla rebellerna att dödas. Enligt den enkla handlingsutilitarismen bör Jim döda en av fångarna för att rädda de andra. Enligt de allra flesta konsekventialistiska teorier utgör sådana här situationer inget moraliskt dilemma; det enda som spelar roll är konsekvenserna.
Williams menar emellertid att det är en avgörande skillnad mellan att själv döda en person och att personen dödas av någon annan på grund av vad man själv gör. Utilitaristen kan inte redogöra för den distinktionen, och tar inte hänsyn till vårt agentskap och mänsklighet. Istället förvandlas vi till tomma kärl som medel i konsekventialistiska beräkningar, när vi i själva verket är moraliska aktörer och beslutsfattare med integritet. Moraliska beslut måste, enligt Williams, upprätthålla vår psykologiska identitet.
Förespråkare av utilitarism skulle svara att en teori inte kan avfärdas så lättvindigt. Den nobelprisbelönta filosofen och ekonomen Amartya Sen har exempelvis hävdat att moraliskt agentskap, integritetsfrågor och personliga perspektiv kan inlemmas i en konsekventialistisk teori; de kan med andra ord också räknas som konsekvenser.
Sens och Williams meningar gick också isär i frågan till vilken grad "regelutilitarism" – en variant av utilitarism som påbjuder de regler, och inte handlingar, som leder till största möjliga lycka – kan lösa utilitarismens mest grundläggande problem. Williams skrev exempelvis att, för att lösa problemet med parkeringar i London så skulle en utilitarist samtycka till att man hotade att skjuta folk som parkerade på förbjudna platser. Om endast några få personer sköts för detta så skulle olagliga parkeringar snart upphöra; på så sätt skulle utilitarismen rättfärdiga skjutningarna eftersom miljontals Londonbor skulle bli lyckliga. Williams hävdade att teorier som ger sådana utslag bör avfärdas utan vidare diskussion, oavsett hur intuitivt plausibelt det känns att hålla med om att vi bedömer handlingars moraliska värde endast i termer av deras konsekvenser.
Sen och andra har hävdat att regelutilitarismen då skulle kräva att man specificerar vilken regel det är som tillämpas i parkeringsexemplet. Regel "skjut alla som bryter mot parkeringsreglerna" skulle med stor sannolikhet inte främja den största möjliga lyckan i det långa loppet om man tar hänsyn till alla konsekvenser. Enligt Williams så är själva argumentet i sig ett skäl till att förkasta regelutilitarismen; vi bör redan veta att hot om att skjuta människor för brott mot parkeringslagar är fel, och att teorier som får oss att överhuvudtaget utföra beräkningen bör förkastas.

### Kritik av kantianism

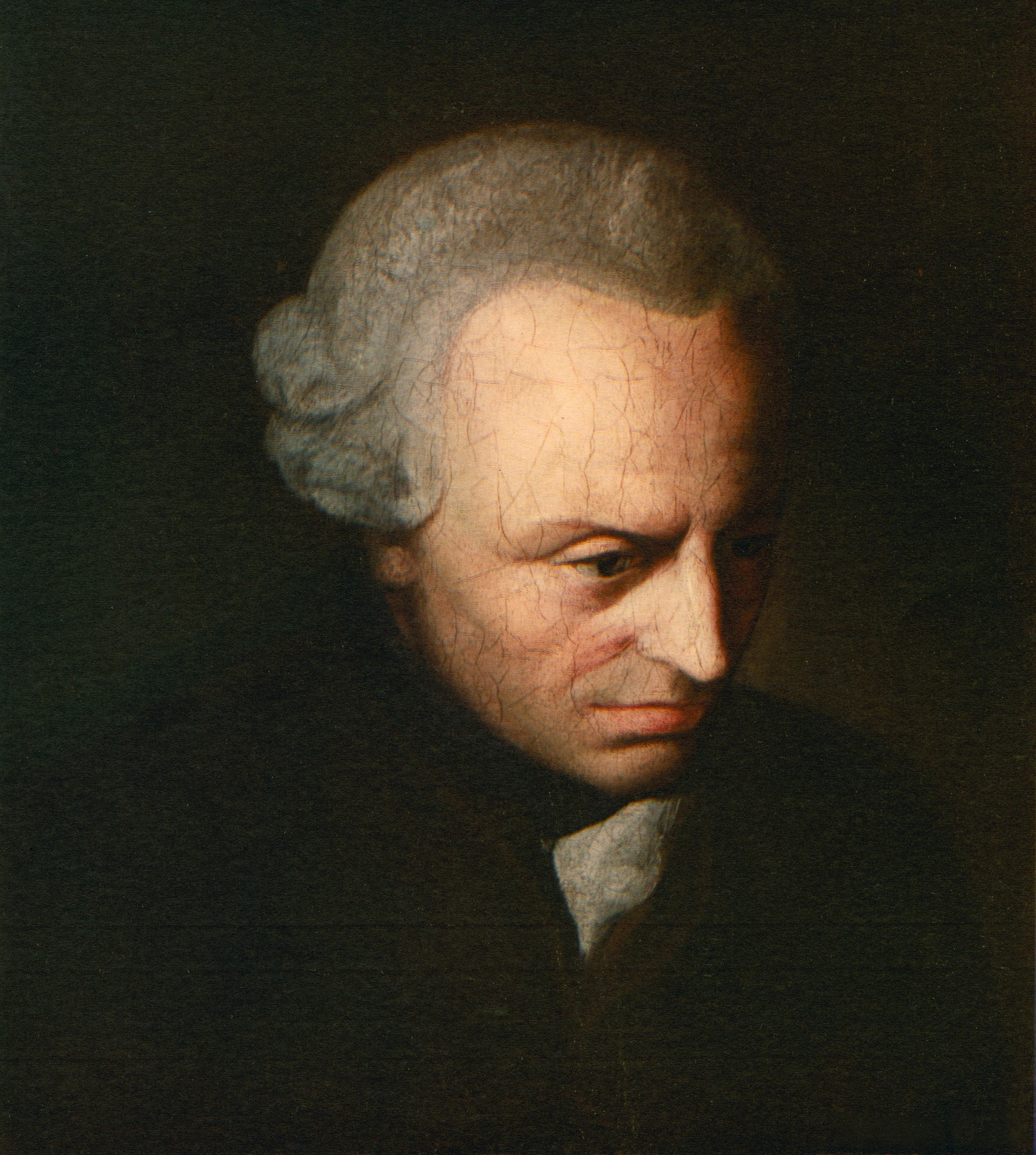
Immanuel Kant, 1724–1804. Williams förkastade Kants moralfilosofi, och menade att moralprinciper aldrig bör kräva att man handlar som om man är någon annan.

En av utilitarismens huvudrivaler är den tyske 1700-talsfilosofen Immanuel Kants moralfilosofi. Williams arbete under 1970- och 80-talen fokuserade mycket på dessa två giganter inom moralfilosofin. Martha Nussbaum skrev att hans verk "denounced the trivial and evasive way in which moral philosophy was being practised in England under the aegis of those two dominant theories."
Kants Kritik av det praktiska förnuftet och Grundläggning av sedernas metafysik formulerar ett moralsystem som baseras på vad Kant själv kallade för det kategoriska imperativet, som i sin mest välkända formulering lyder: "Handla endast efter den maxim om vilken du kan vilja att det skall vara en allmän lag".
Detta är enligt Kant en lag som gäller för alla rationella varelser med fri vilja. Man måste, när man handlar, föreställa sig att regeln som stödjer handlingen måste kunna gälla för alla andra i liknande omständigheter, inklusive dig själv i framtiden. Om du inte kan acceptera konsekvenserna av detta tankeexperiment, eller om det leder till en motsägelse, så får du inte utföra handlingen. Om du exempelvis vill döda din frus älskare så måste du föreställa dig en regel som säger att alla förorättade makar har rätt att döda sina fruars älskare; vilket även kommer att gälla för dig själv i framtiden, om du skulle få för dig att bli älskare till någon annans fru. Du måste med andra ord kunna universalisera ditt omdöme.
Williams argumenterade mot det kategoriska imperativet i sin artikel "Persons, character and morality". Moralen bör inte kräva att vi handlar helt osjälviskt, som om vi inte är de vi är, under de omständigheter vi faktiskt befinner oss i. Vi bör inte behöva inta något opartiskt perspektiv, eller ett kristet perspektiv, av världen. Våra värderingar, förpliktelser och viljeattityder spelar roll för hur vi ser världen och hur vi handlar; och det bör de även göra, enligt Williams, om vi inte ska förlora vår individualitet och därmed vår mänsklighet.

### Skäl för handlande
Williams betoning av att moral handlar om människor och deras liv, och att självintresserat handlande, och till och med själviskhet inte är oförenliga med moraliskt handlande, illustreras av hans argument om interna skäl för handlande, vilket berör det som filosofer kallar internalism/externalism-debatten.
Filosofer har genom tiderna hävdat att moraliska agenter kan ha "externa skäl" för att utföra en moralisk handling; det vill säga, de är kapabla att handla efter skäl utanför sina egna inre mentala tillstånd. Williams hävdar att detta är meningslöst. För att någonting ska utgöra ett "skäl för handlande", så måste det vara "magnetiskt"; det vill säga, det måste röra oss till handling. Men hur kan någonting som är helt externt i förhållande till oss – exempelvis propositionen att X är gott – vara "magnetiskt"? Genom vilken process kan någonting externt i förhållande till oss röra oss till handling?
Williams hävdar att det inte kan det. Kognition är inte "magnetiskt". Att veta och att känna är två helt separata tillstånd, och en person måste känna för att kunna handla, och i den meningen är skäl för handlande alltid interna. Om jag känner för att göra någonting gott, så är det på grund av att jag vill det. Jag kan vilja handla rättfärdigt av en rad skäl. Jag kan ha blivit uppfostrad till att tro att X är gott, och jag kan vilja handla i enlighet med min uppfostran, eller så kan jag vilja framstå i god dager inför andra människor, eller så kanske jag fruktar att andra i min närhet ska se ner på mig. Dessa skäl kan vara komplexa, men de är alltid interna och de är alla i grund och botten viljeattityder.

### Sanning
Williams sista avslutade bok, Truth And Truthfulness: An Essay In Genealogy (2002), utgör ett försök att försvara en icke-fundamentistisk redogörelse av sanningens värde (ej att förväxla med sanningsvärde), som Williams identifierar med precision och uppriktighet, genom att formulera en naturalistisk genealogi.
I den här frågan är Williams skuld till Nietzche återigen tydlig, kanske allra mest i hans användning av den genealogiska metoden som ett verktyg för förklaring och kritik. Även om ett av Williams mål var att attackera de som förnekade sanningens värde, så ska man enligt Williams inte förstå boken endast som en sådan kritik. Boken "presents a ... challenge" till både "the fashionable belief that truth has no value" och "the traditional faith that [truth's] value guarantees itself." I Williams dödsruna i The Guardian står det att boken är en undersökning av dem som "sneer at any purported truth as ludicrously naive because it is, inevitably, distorted by power, class bias and ideology."

### Postuma verk
Efter Williams död har tre samlingar av essäer, artiklar och föreläsningsanteckningar publicerats. In the Beginning Was the Deed: Realism and Moralism in Political Argument (2005), om politisk filosofi; The Sense of the Past: Essays in the History of Philosophy (2006), en rad essär om filosofins och historiens förhållande; och Philosophy as a Humanistic Discipline (2006), om metafysik, kunskapsteori och etik.